# Муходжиробод
Муходжиробо́д (тадж. Муҳоҷиробод) — село у складі Хатлонської області Таджикистану. Входить до складу Даркадського джамоату Фархорського району.
Назва означає благоустроєний переселенцями.
Населення — 2428 осіб (2010; 2356 в 2009, 860 в 1981).
Національний склад станом на 1981 рік — таджики.